# Malcolm Ranjith
Malcolm Ranjith (Polgahawela, 15. studenog 1947.) šrilankanski je katolički prelat koji služi kao nadbiskup Colomba od 2009. godine. Imenovan je kardinalom 2010. godine.
Dana 7. listopada 2009. Ranjith je izdao liturgijske smjernice za svoju biskupiju. One su uključivale preporuku da se "svi vjernici, uključujući i redovnike, pričešćuju pobožno klečeći i na jezik", kao i da se laicima zabranjuje propovijedanje.
Više se puta smatralo da je papabile, što znači da se o njemu razmišlja kao o potencijalnom sljedećem papi.